# Ільдегарт Родрігес Карбальєйра
Ільдегарт Родрігес Карбальєйра, відома як Ільдегарт (9 грудня 1914, Мадрид — 9 червня 1933, Мадрид) — іспанська письменниця, перекладачка, активістка соціалізму і сексуальної революції. Секс-просвітниця.
Її мати, Аврора Родрігес Карбальєйра, антитеїстка, соціалістка, євгеністка і феміністка галісійського походження, мала намір виростити дочку як зразкову «жінку майбутнього». У 8 років Ільдегарт говорила чотирма мовами, у підлітковому віці закінчила юридичний факультет і була видною активісткою Іспанської соціалістичної робочої партії (PSOE), з якої вийшла, зайнявши ще радикальніші республіканські погляди, і вступила до Федеральної демократичної республіканської партії (PRDF).
Коли їй було 18 років і вона здобула всесвітню популярність, водночас прагнучи особистої та політичної незалежності від владної матері, та застрелила Ільдегарт уві сні.

## Ранні роки
Ільдегарт була зачата у Ферролі, Іспанія, своєю матір'ю Авророю Родрігес Карбальєйрою від неназваного (на той момент) біологічного батька. Аврора обрала батька з євгенічних спонукань: вона хотіла створити ідеальну дитину для подальшого розвитку своєї феміністської та соціалістичної ідеології. Раніше вона дбала про сина своєї сестри, навчаючи його музиці, поки він не став вундеркіндом, але потім мати забрала його до себе на виховання.
Оскільки Аврора Родрігес шукала чоловіка, який ніколи б відкрито не заявив про своє батьківство і не зажадав законної опіки над спільною дитиною, батьком Ільдегарт став блискучий в інтелектуальному плані католицький священник і військовий капелан іспанської королівської армії Альберто Паллас. Коли Аврора переконалася, що вагітна, вона переїхала до Мадриду, де й народила дочку. Під час вагітності вона встановила годинник, щоб прокидатися щогодини, щоб змінювати позу під час сну та забезпечувати рівномірний приплив крові до плоду.

### Ім'я
У свідоцтві про народження Ільдегарт та акті про хрещення її ім'я вказано як Ільдегарт Леокадія Хеорхіна Ерменехільда Марія дель Пілар Родрігес Карбальєйра, але вона використовувала лише своє перше ім'я. Попри атеїзм матері та її неприйняття формальної реєстрації народження, вона хрестила дочку з деяким запізненням 23 березня 1915 року, а потім зареєструвала хрещення 29 квітня 1915 року.

### Освіта
Ільдегарт навчилася читати у 2 роки та друкувати у 4 роки. У 10 років вона говорила німецькою, французькою та англійською мовами, а вже роком пізніше проводила конференції з питань фемінізму та жіночої сексуальності. Мати повністю контролювала Ільдегарт, забороняючи їй робити що-небудь, що могло б відволікти її від її роботи.
У червні 1928 року, у віці 13 років, Ільдегарт вступила на юридичний факультет Мадридського університету Комплутенсе. Пізніше, після утворення Другої Іспанської республіки, вона вела курси у Школі філософії.

## Активізм

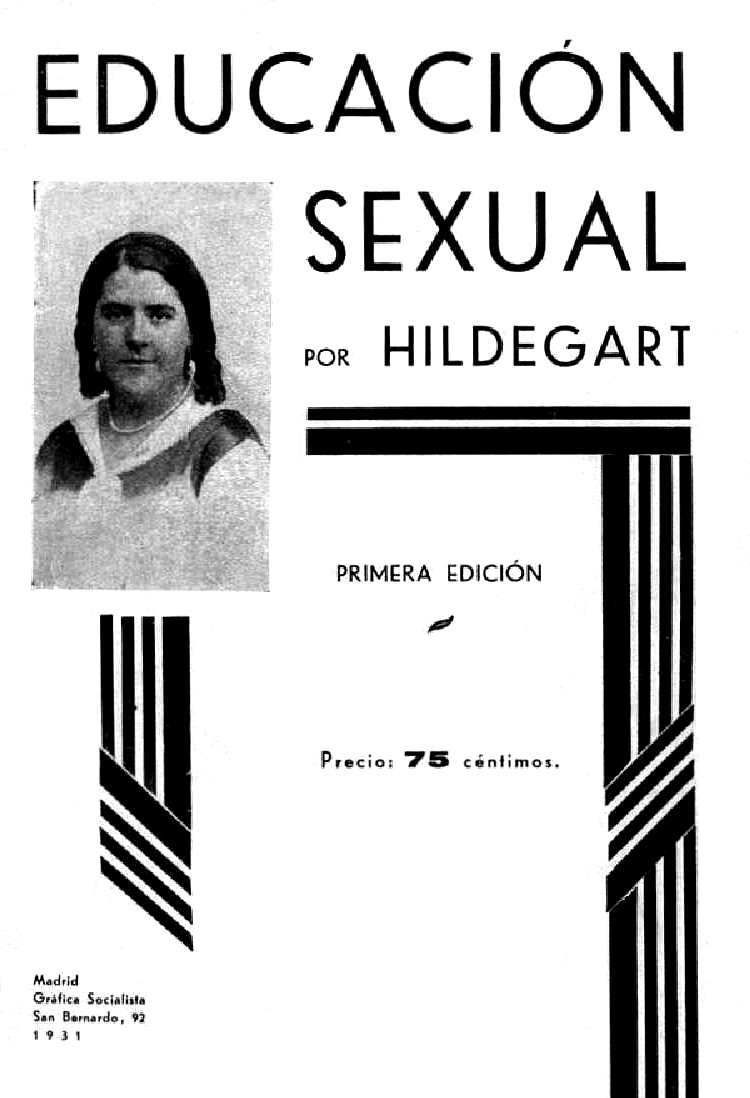
Одна із книг Ільдегарт про сексуальну освіту

### Політика
У 14 років Ільдегарт, як і її мати, вступила до лав ІСРП. Вона також була членкинею Загального союзу трудящих.
В 1932 її виключили з ІСРП після публікації статті в La Libertad, де вона критикувала ІСРП за підтримку кандидата, якого вона вважала реакційним; потім вона вступила до Федеральної партії і почала нападати на тих, кого називала «тими, хто затягував соціалізм».
Як авторка, вона публікувалася у журналі Orto, що видавався у Валенсії з 1932 по 1934 рік.

### Сексуальна революція
Ільдегарт була однією з найактивніших діячів в іспанському русі за сексуальну революцію, вона писала на такі теми, як контрацепція, проституція та євгеніка.
Вона була пов'язана з європейським авангардом, переписувалася з Гевлоком Еллісом, чиї роботи перекладала і який назвав її «Червоною Дівою», а також з Маргарет Сенгер. При заснуванні Іспанської ліги за сексуальні реформи у 1932 році під головуванням доктора Грегоріо Мараньйона Ідельгарт була одностайно обрана секретаркою.
Вона листувалася з багатьма іншими європейськими діячами і супроводжувала письменника Герберта Веллса під час його візиту до Мадрида, але відхилила його пропозицію переїхати до Лондона і стати його секретаркою. Ця пропозиція Веллса, який хотів, щоб Ільдегарт вийшла з-під впливу своєї матері, посилила манію переслідування Аврори.

## Вбивство та спадщина

### Вбивство

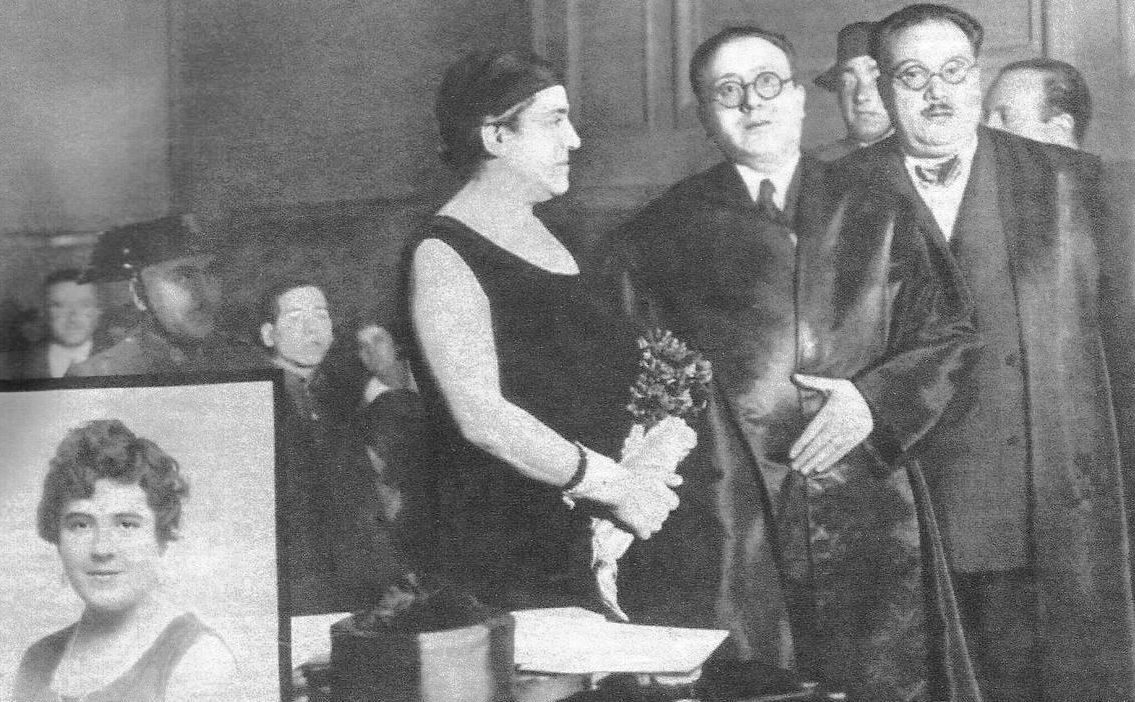
Аврору Родрігес Карбальєйру судять за вбивство дочки.

Аврора кілька разів вистрілила в Ільдегарт, поки та спала у своєму ліжку (тричі у голову та один раз у серце). Існували кілька гіпотез про мотиви вбивства. Можливо, та закохалася і мала намір розлучитися з матір'ю, яка через параною погрожувала покінчити життя самогубством. Сама Аврора заявила так: «Скульптор, виявивши найменшу недосконалість у своїй роботі, знищує її» (ісп. El escultor, tras descubrir la más mínima imperfección en su obra, la destruye).

### Наслідки
Аврору судили за вбивство в Мадриді. На суді вона стверджувала, що каталонський адвокат Антоніо Вільєна, а також Герберт Уеллс і Хевлок Елліс намагалися змусити її дочку залишити Іспанію і служити іноземним розвідувальним службам, і що, крім того, Антоніо Вільєна та Ільдегарт були нібито коханцями. Її засудили до тюремного ув'язнення терміном на 26 років, 8 місяців та 10 днів. Аврора ніколи не жалкувала про вбивство дочки і неодноразово говорила, що зробила б це знову.
Аврора померла від раку в 1955 р. у психіатричній клініці та була похована у братській могилі.